# 弗拉基米尔·伊柳欣
弗拉基米尔·伊万诺维奇·伊柳欣（羅馬化：Vladimir Ivanovich Ilyukhin；1961年7月25日—）是俄罗斯政治人物，于2011年至2020年间担任第2任堪察加边疆区行政长官。2000年，他领导堪察加州政府产业政策、创业发展和投资部门。2001年至2011年，他在俄罗斯联邦总统驻远东联邦管区全权代表办公室工作。